# 카를로스 메넴
카를로스 사울 메넴 아킬(스페인어: Carlos Saúl Menem Akil, 문화어: 까를로스 메넴, 1930년 7월 2일 ~ 2021년 2월 14일)은 아르헨티나의 정치인이다. 1989년 ~ 1999년 대통령을 지냈다.

## 경력

### 군정치하
라리오하주에서 이슬람교를 믿는 시리아 출신의 이민 가정에서 태어났다. 그러나 1970년대에 정계에 입문하면서 로마 가톨릭교회로 개종하게 되었는데, 1994년까지 아르헨티나 헌법에서는 로마 가톨릭교도만 대통령 후보로 출마할 수 있다고 규정했기 때문이다. 코르도바 대학교를 졸업한 후 변호사가 됐고, 후안 페론을 지지했다. 후안 페론이 실각한 후, 반정부 지하 청년 단체에서 활동했다. 1973년 페론주의 계열이 다시 정권을 잡게 되자, 그도 압도적인 지지로 라리오하주지사로 선출됐고, 라리오하주의 공공사업을 성공적으로 추진해 전국적으로 그 이름을 알렸다. 그러나 1976년 군부 1976년 쿠데타가 일어나 페론주의 계열이 몰락하게 되자, 그도 포르모사주의 감옥에서 5년간 수감생활을 했다. 수감 기간 중 고문을 당했다.

### 평화적인 정권교체
1983년 군정이 붕괴되고 그도 복권됐다. 다시 라리오하주지사 선거에 출마해 당선됐고, 1987년 연임됐다. 주지사 재임 기간 중 아르헨티나에서 뒤떨어진 라리오하주에 기업을 유치하고 세수를 늘리는 성과를 올렸다. 1989년 대통령 선거에 페론 계열의 정의당 후보로 나가 집권당 급진시민연합 후보를 누르고 당선돼 61년만의 평화적 정권교체를 이루어 냈다.

### 대통령 재임기간
대통령에 취임한 뒤, 그는 불안정한 정국을 안정시키고, 초인플레이션을 진정시켜 라틴아메리카에서 가장 안정적인 성장을 이루어낸 나라로 만들었다는 평을 받았다. 그는 이를 위하여 공공부문의 민영화, 외국 자본의 도입 등의 신자유주의 정책을 실시하여 초반에는 좋은 평을 받았다. 이 여세를 몰아 그는 전 대통령이자 급진시민동맹의 총재인 라울 알폰신과 밀약을 맺은 후 대통령 단임 임기 6년인 헌법을 중임 4년으로 개정하고, 1995년 대통령 선거에 재출마했다. 재선에서 상대 후보를 압도적인 차이로 누르고 당선됐으나, 집권 2기부터는 집권 1기 정책의 부작용이 나타났으며, 그 자신도 부패 의혹에 시달리게 됐다. 1999년 다시 헌법을 개정하여 3선이 가능하도록 하려는 시도를 했으나, 이를 이루지 못하고 임기 종료와 함께 퇴임했다.

### 가택연금
퇴임 후 그는 재임 중 무기밀거래 개입 의혹으로 조사를 받았고, 2001년 가택 연금에 처해졌다. 그 즈음 그는 1987년 미스 유니버스인 칠레 출신의 세실리아 볼로코와 재혼하여 화제를 모으기도 했다. 가택연금이 해제된 뒤, 그는 2003년 대통령 선거에 다시 출마하였다. 정의당은 노선 대립으로 분열돼 메넴과 네스토르 키르치네르가 각각 후보로 나섰다. 메넴은 1차 투표에서 키르치네르를 꺾었으나, 2차 투표에서는 키르치네르를 이기기 힘들 것으로 보이자 사퇴해, 대통령으로 키르치네르가 당선됐다. 이후 그는 정의당의 새로운 분파를 만들어 2007년 대통령 선거 출마 의욕을 보였다. 대통령 선거 직전 치러진 라리오하주지사 선거에 나서 그 가능성을 시험해 보았으나, 낙선하자 대통령 선거 출마를 포기했다.

## 사망
2020년 6월 13일 코로나바이러스감염증-19(코로나19)에 감염되었으나 2020년 6월 19일 완치되어 퇴원했다. 그러나 2020년 12월 15일 요로감염증이 발생해 다시 입원했다. 2021년 2월 14일, 부에노스아이레스의 한 병원에서 요로감염 합병증으로 사망했다.

## 역대 선거 결과
| 선거명      | 직책명              | 대수 | 정당                | 1차 득표수 | 1차 득표율  | 2차 득표수 | 2차 득표율 | 결과 | 당락 |
| ----------- | ------------------- | ---- | ------------------- | ---------- | ----------- | ---------- | ---------- | ---- | ---- |
| 1989년 선거 | 아르헨티나의 대통령 | 40대 | 국민 연합 정의 전선 | 47.49%     | 7,954,191표 |            |            | 1위  |      |
| 1995년 선거 | 아르헨티나의 대통령 | 41대 | 정의당              | 49.94%     | 8,687,511표 |            |            | 1위  |      |
| 2003년 선거 | 아르헨티나의 대통령 | 43대 | 승리를 위한 전선    | 24.45%     | 4,741,202표 |            |            | 1위  | 사퇴 |